# Chorley
Chorley är en stad i grevskapet Lancashire i nordvästra England. Staden är huvudort i distriktet med samma namn och ligger cirka 13 kilometer söder om Preston samt cirka 32 kilometer nordväst om centrala Manchester. Tätortsdelen (built-up area sub division) Chorley hade 36 183 invånare vid folkräkningen år 2011.
Stadens fotbollslag, Chorley FC, grundades 1875 ursprungligen som ett rugbylag. De bär svart- och vitrandiga dräkter och har därför fått smeknamnet The Magpies (skatorna).